# Nižný Lánec
Nižný Lánec (Hongaars: Alsólánc) is een Slowaakse gemeente in de regio Košice, en maakt deel uit van het district Košice-okolie.
Nižný Lánec telt 420 inwoners.
Het dorp maakt onderdeel uit van de Hongaarstalige strook langs de grens, het dorp had in 2011 in totaak 423 inwoners waarvan 256 Hongaren, 110 Roma en 53 Slowaken. 